# Malte Houe
Malte Houe ( 17. august 2002  i Viborg) er en dansk skuespiller som bl.a. har spillet med i Emma og Julemanden (2015) og Dicte (2013). Han har igennem flere år spillet teater, og var første gang på det store lærred i 2013. I 2019 vandt han "Bedste mandligt skuespil" ved Dolly Awards med filmen professor. Malte er stifter og direktør i produktionsselskabet Houe Film, kendt fra TV-dokumentaren Danmarks Yngste Filmselskab . 

## Reference
1. ↑  Malte Houe på danskefilm.dk
2. ↑  www.houefilm.dk (Webside ikke længere tilgængelig)
3. ↑  Danmarks Yngste Filmselskab